# Cilastatine
Cilastatine is een organisch zuur, dat meestal als het mononatriumzout cilastatine-natrium wordt gebruikt in geneesmiddelen. Het wordt gebruikt in combinatie met het carbapenem-antibioticum imipenem voor de behandeling van verschillende infecties. Cilastatine heeft zelf geen antibiotische activiteit, maar het verhindert de snelle afbraak van imipenem. Het is namelijk een inhibitor van het dipeptidase-enzym in de nieren dat imipenem afbreekt. Cilastatine verlengt zo de werking van imipenem.
Cilastatine werd ontwikkeld door het farmaceutisch bedrijf Merck & Co. Merck Sharp & Dohme verkoopt het combinatiemiddel imipenem/cilastatine-natrium, als poeder voor infuusoplossing, onder de merknaam Primaxin in de Verenigde Staten, Zienam in Duitsland en Oostenrijk en Tiënam in de meeste andere Europese landen.